# Stockem (Eifelkreis Bitburg-Prüm)
Stockem ist eine Ortsgemeinde im Eifelkreis Bitburg-Prüm in Rheinland-Pfalz. Sie gehört der Verbandsgemeinde Bitburger Land an.

## Geographie

### Geographische Lage
Die Gemeinde liegt etwa zehn Kilometer südwestlich der Kreisstadt Bitburg auf der Hochfläche zwischen Prüm und Enz. Die Staatsgrenze zu Luxemburg verläuft elf Kilometer südwestlich der Ortschaft. Von dem 3,97 km² großen Gemeindegebiet sind 66 % Landwirtschaftsfläche, ein geringerer Anteil von 25 % ist von Wald bestanden (Stand: 2017). Zu Stockem gehört auch der Wohnplatz Lindenhof.

### Nachbargemeinden
Nachbarorte von Stockem sind die Ortsgemeinden Bettingen im Nordosten, Wettlingen im Osten, Peffingen im Südosten, Schankweiler im Süden, Enzen im Südwesten und Halsdorf im Westen.

## Geschichte
Die erste urkundliche Erwähnung als „Stochheim“ stammt aus dem Jahre 1132. Die damalige Namensendung „-heim“ lässt auf eine Entstehung des Ortes zur Zeit der fränkischen Landnahme schließen. Hierauf deutet auch der Fund zweier Grabfelder hin. Es handelt sich um Hügelgräbergruppen von sieben bzw. 30 Gräbern auf einem Höhenrücken südöstlich und östlich von Stockem. Das Feld der 30 Grabhügel ist zudem von einem Damm umgeben.
Der Ort gehörte bis Ende des 18. Jahrhunderts zum Herzogtum Luxemburg und war aufgeteilt in die Herrschaften Bettingen und Neuerburg. Im Jahr 1794 hatten französische Revolutionstruppen die Österreichischen Niederlande, zu denen das Herzogtum Luxemburg gehörte, besetzt und im Oktober 1795 annektiert. Von 1795 bis 1814 gehörte Stockem zur Französischen Republik (bis 1804) und anschließend zum Französischen Kaiserreich, und war Sitz einer Mairie im Kanton Neuerburg des Departements der Wälder. Nach der Übernahme der Region durch das Königreich Preußen (1815) wurde Stockem Verwaltungssitz der gleichnamigen Bürgermeisterei im Kreis Bitburg, die 1871 in der Bürgermeisterei (ab 1927 Amt) Baustert aufging, die ihren Sitz in Oberweis hatte.
Seit dem frühen 19. Jahrhundert stieg die Einwohnerzahl langsam, aber kontinuierlich an: Von 84 Einwohnern (1828) auf 98 Einwohner bei 10 Wohnhäusern (1848) und 120 (1986), im Jahre 1953 wurden bereits 142 Einwohner erreicht. Seit Mitte des 20. Jahrhunderts geht die Bevölkerung beständig zurück, heute haben nur noch 85 Einwohner ihren Hauptwohnsitz in der Ortsgemeinde Stockem.

## Politik

### Gemeinderat
Der Gemeinderat in Stockem besteht aus sechs Ratsmitgliedern, die bei der Kommunalwahl am 9. Juni 2024 in einer Mehrheitswahl gewählt wurden, und dem ehrenamtlichen Ortsbürgermeister als Vorsitzendem.

### Bürgermeister
Markus Gaspers wurde am 2. Juli 2009 Ortsbürgermeister von Stockem. Da bei der Direktwahlen am 26. Mai 2019 und 9. Juni 2024 jeweils kein Wahlvorschlag eingereicht wurde, oblag die Neuwahl des Bürgermeisters gemäß rheinland-pfälzischer Gemeindeordnung den neu gewählten Räten. Diese bestätigten Gaspers im Sommer 2019 bzw. am 29. August 2024 für jeweils weitere fünf Jahre in seinem Amt.
Sein Vorgänger Otto Thünemann hatte das Amt seit 1979 ausgeübt, war 2009 aber nicht erneut angetreten.

### Wappen
| Wappen von Stockem | Blasonierung: „Auf rotem Grund über einem silbernen Jagdhorn eine dreilatzige silberne Kirchenfahne mit einem roten Kreuz.“                            |
| Wappen von Stockem | Wappenbegründung: Das Jagdhorn ist das Attribut des Kirchenpatrons St. Hubertus, die Kirchenfahne symbolisiert die Zugehörigkeit zur Reichsabtei Prüm. |

## Sehenswürdigkeiten
Die ehemalige Pfarrkirche St. Hubertus ist ein zweischiffiger Bau mit spätgotischem Sterngewölbe aus der Zeit um 1500. Das Kulturdenkmal umfasst unter anderem einen frühgotischen Ostturm aus dem Jahr 1220 und einen holzgeschnitzten Hochaltar aus dem 18. Jahrhundert. Sehenswert sind auch die „Hofkapelle Neises“ aus dem Jahre 1912 und die „Hofkapelle im Ort“ aus dem Anfang des 20. Jahrhunderts, ebenfalls beides Kulturdenkmäler.

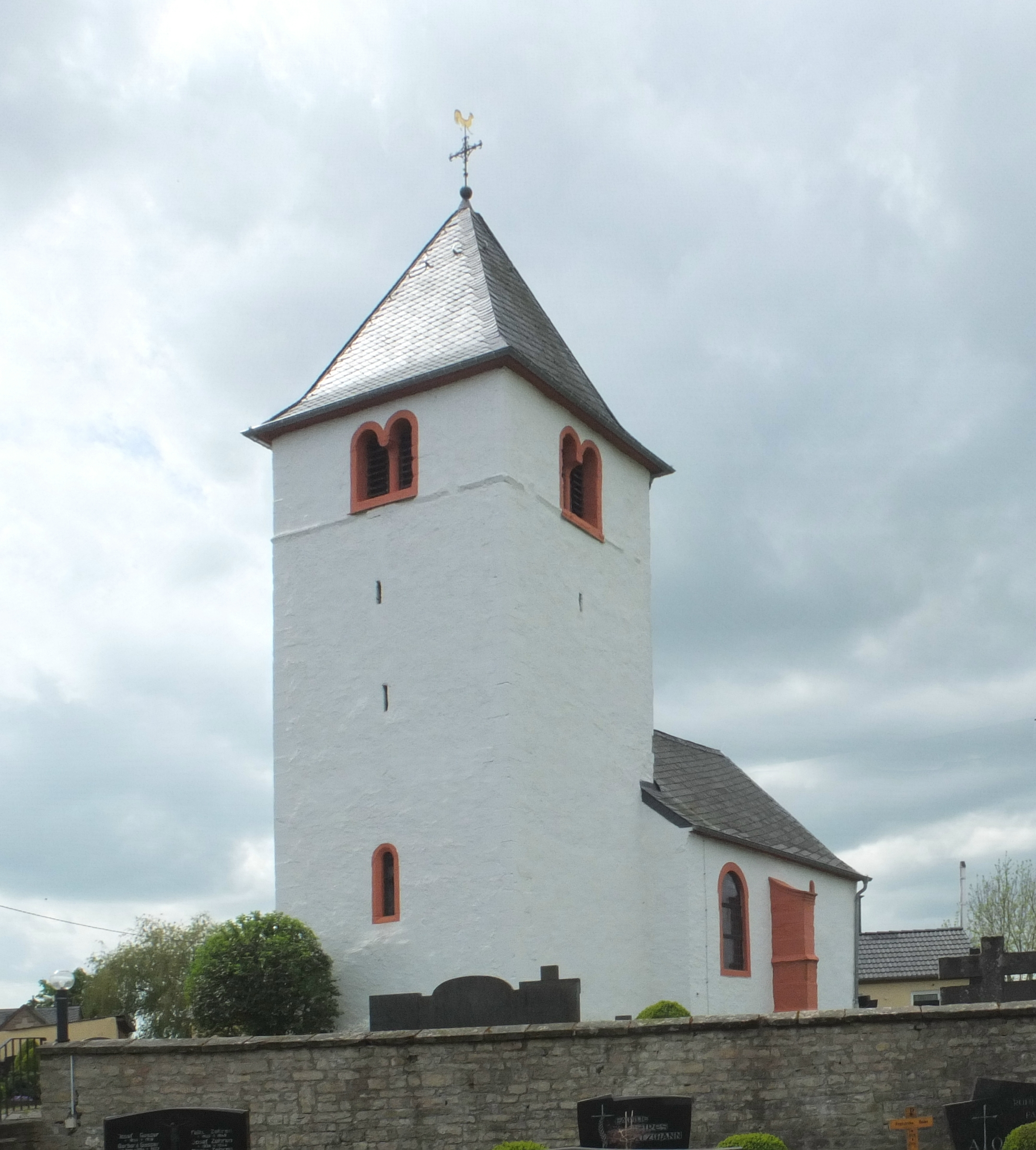
Filialkirche „St. Hubertus“
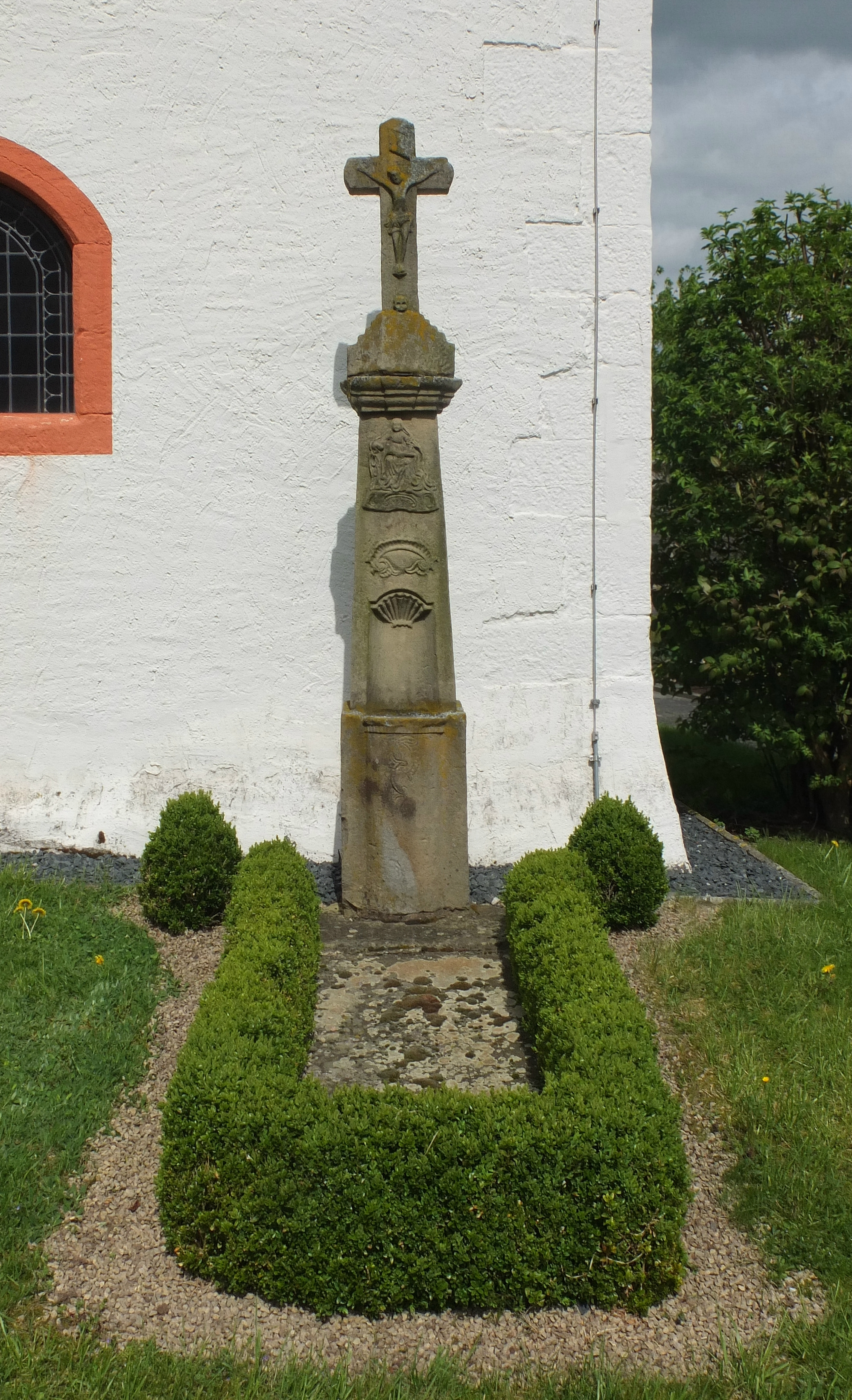
Wegekreuz [17]68
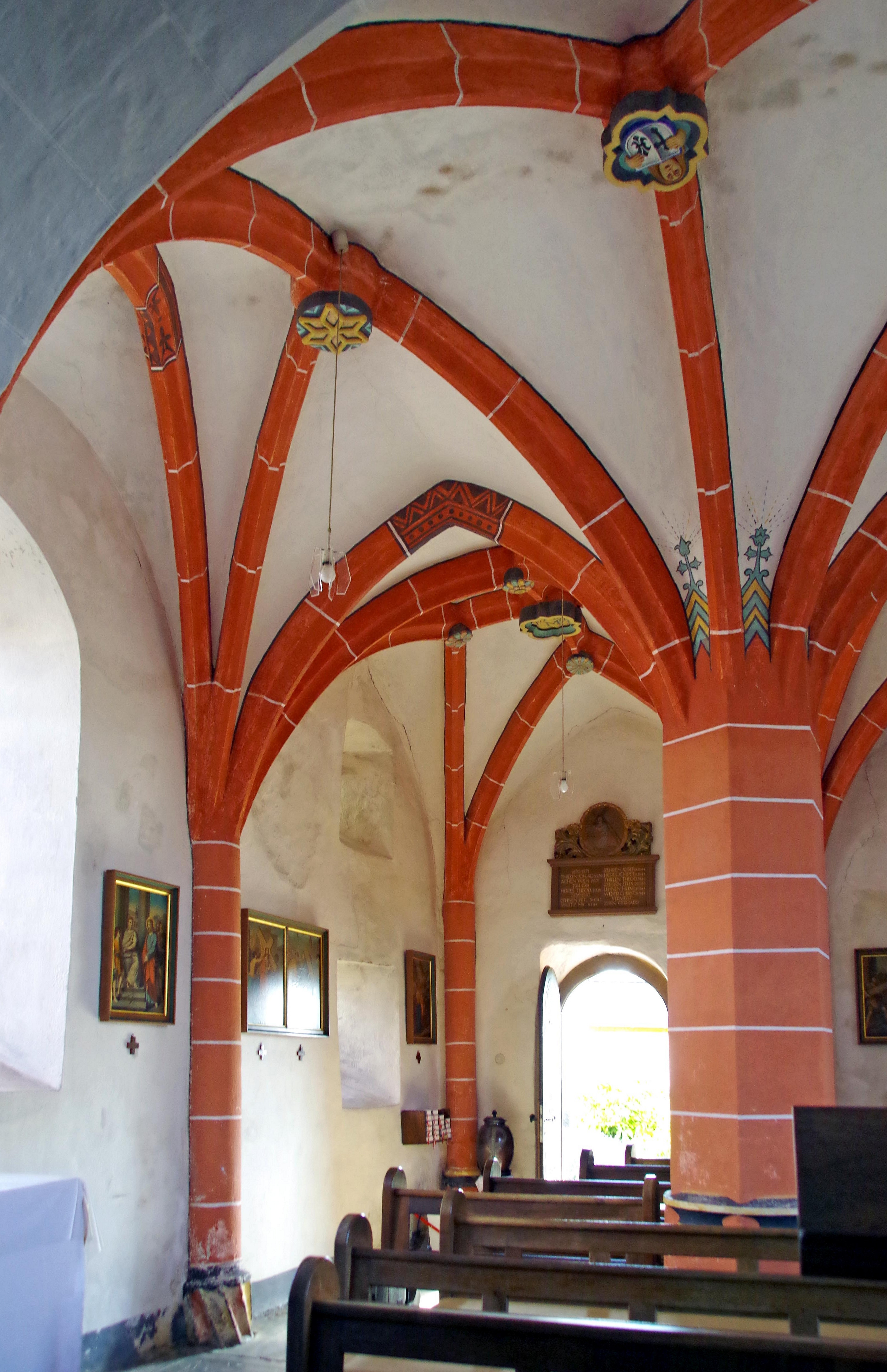
Innenraum-Stützpfeiler
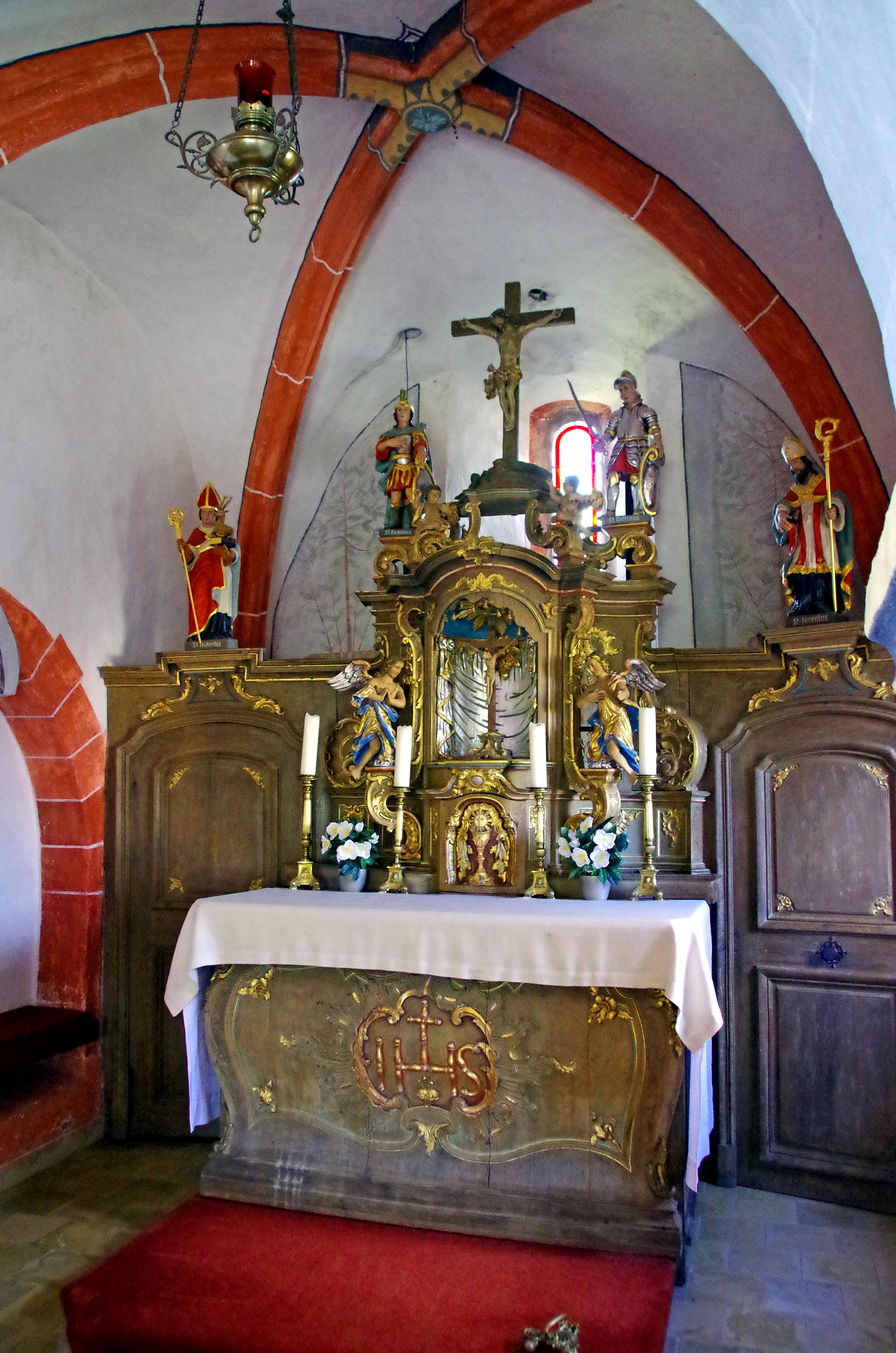
Barocker Altar
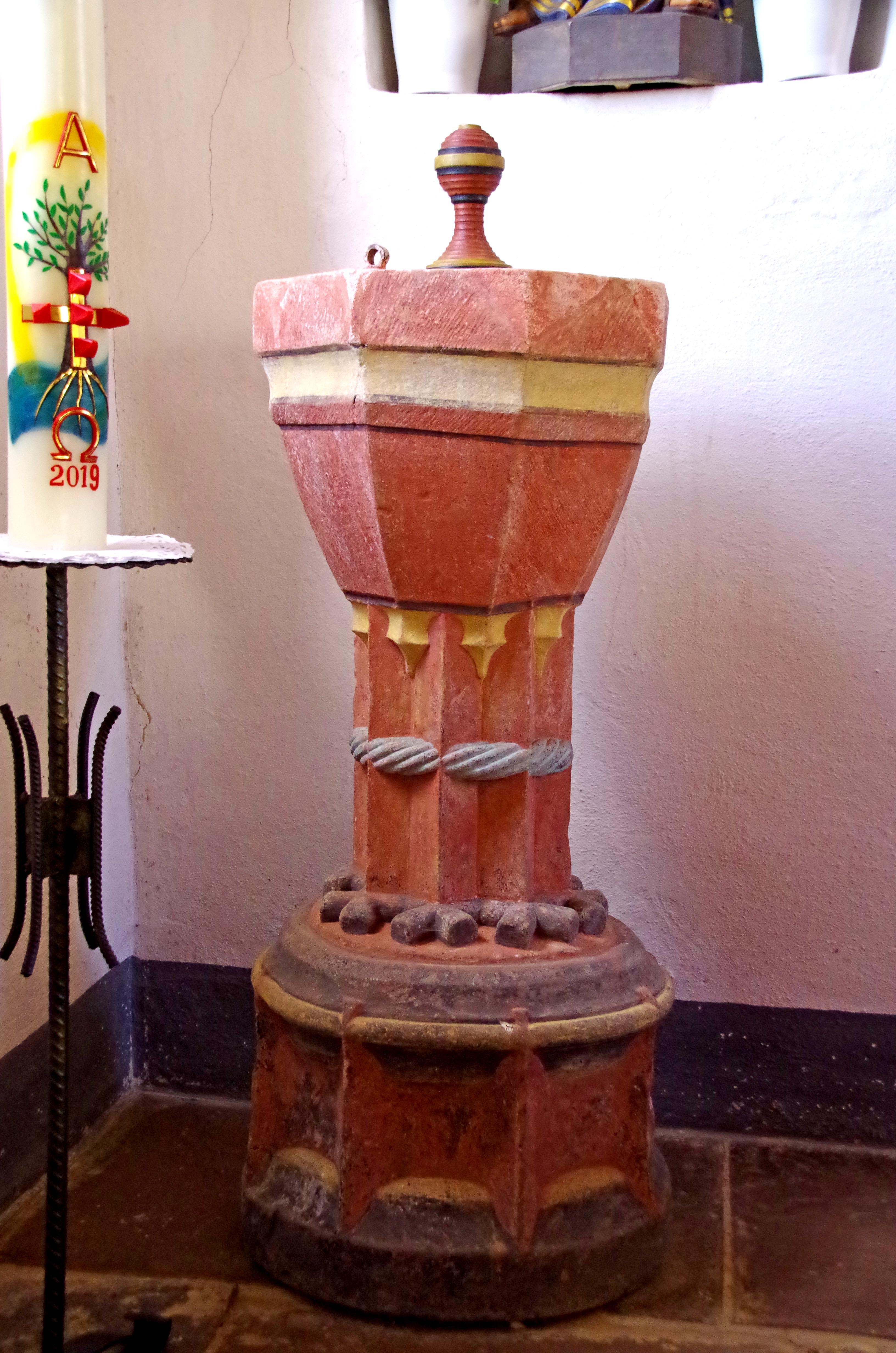
Taufstein

Siehe auch: Liste der Kulturdenkmäler in Stockem

## Verkehr
Stockem liegt an der Kreisstraße 12, von der im Norden des Ortes die Kreisstraße 4 abzweigt. Die Bundesstraße 50, etwa fünf Kilometer nördlich von Stockem, führt unter anderem nach Bitburg und Luxemburg.